# Emile Guers

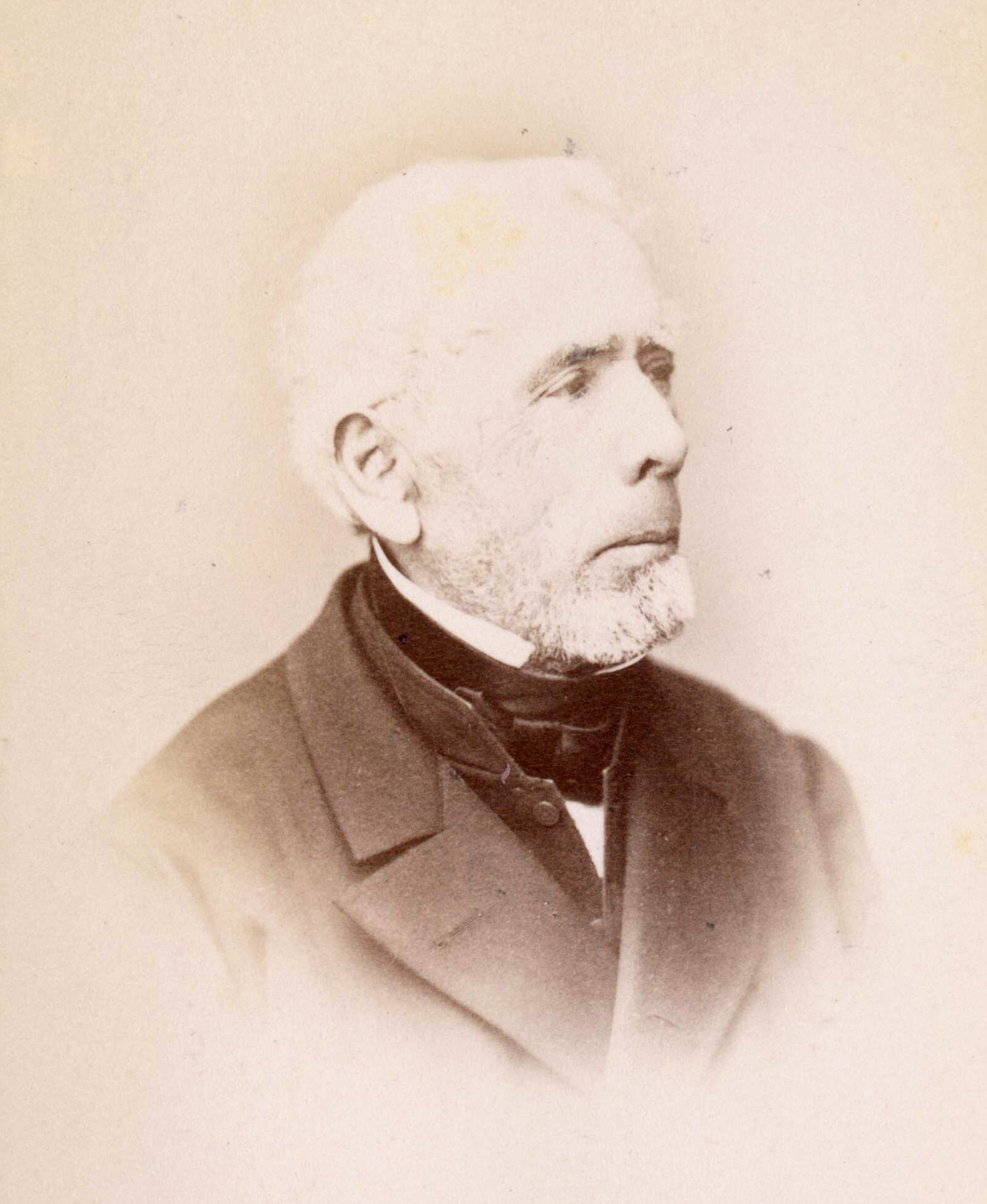
Emile Guers

Emile Guers (* 25. März anderes Datum 24. März 1794 in Prévessin; † 27. Oktober 1882 in Plainpalais) war ein französisch-schweizerischer evangelischer Geistlicher und Begründer der Freikirche in Genf.

## Leben

### Familie
Emile Guers war der Sohn von Claude François Guers (* 28. Juni 1760 in Saint-Offenge-Dessous im Département Savoie; † 30. September 1835 in Carouge), Pfarrer von Prévessin. Seine Mutter war Jeanne (* 1766 † 21. Februar 1829 in Carouge), Tochter von Louis Ecuvillon; er hatte noch vier weitere Schwestern. Aufgrund der politischen Entwicklung in Frankreich war sein Vater mit der Familie nach Genf geflohen und hatte eine Buchhandlung eröffnet; dort konvertierte sein Vater auch zum reformierten Glauben, kehrte später jedoch wieder zum Katholizismus zurück.
In erster Ehe war Emile Guers seit 1819 mit Suzanne (* 1. Februar 1789 in Genf; † 10. November 1851 in Plainpalais), Tochter von Jean Daniel Jacob Gonthier verheiratet; gemeinsam hatten sie drei Kinder. Seine Ehefrau betrieb gemeinsam mit seiner Schwester eine evangelische Buchhandlung in Genf.
In zweiter Ehe heiratete er Fanny (* 7. April 1816 in Yverdon-les-Bains; † 12. Juli 1889 in Asile im Kanton Bron), Tochter des Maurermeisters André Wolff (1769–1834). Sein Schwager aus der ersten Ehe war sein Kommilitone Jean Gonthier (1793–1823).
Emile Guers verstarb in Boulevard des Philosophes 8 in Plainpalais.

### Werdegang
1813 immatrikulierte sich Emile Guers zu einem Theologiestudium an der Académie de Genève; seine Kommilitonen waren unter anderem James DuPasquier, Jean Gonthier, Jean-Henri Merle d’Aubigné, Frédéric Monod und Henri Pyt (1796–1835).
Weil er das Reglement vom 3. Mai 1817 der Compagnie des pasteurs ablehnte und sich weigerte, die entsprechende Verfügung zu unterschreiben, wurde ihm die Ordination verwehrt. Daraufhin war er am 5. Oktober 1817, gemeinsam mit Jean Gonthier und Henri Pyt, an der Gründung der ersten separierten Freikirche (Eglise libre) beteiligt.
Er wurde von Ami Bost ordiniert, weil dies jedoch der Staat nicht anerkannte und er somit nicht vom Militärdienst befreit war, erfolgte seine zweite Ordination 1821 durch seinen Schwager Jean Gonthier in einer Gemeindekapelle in London.

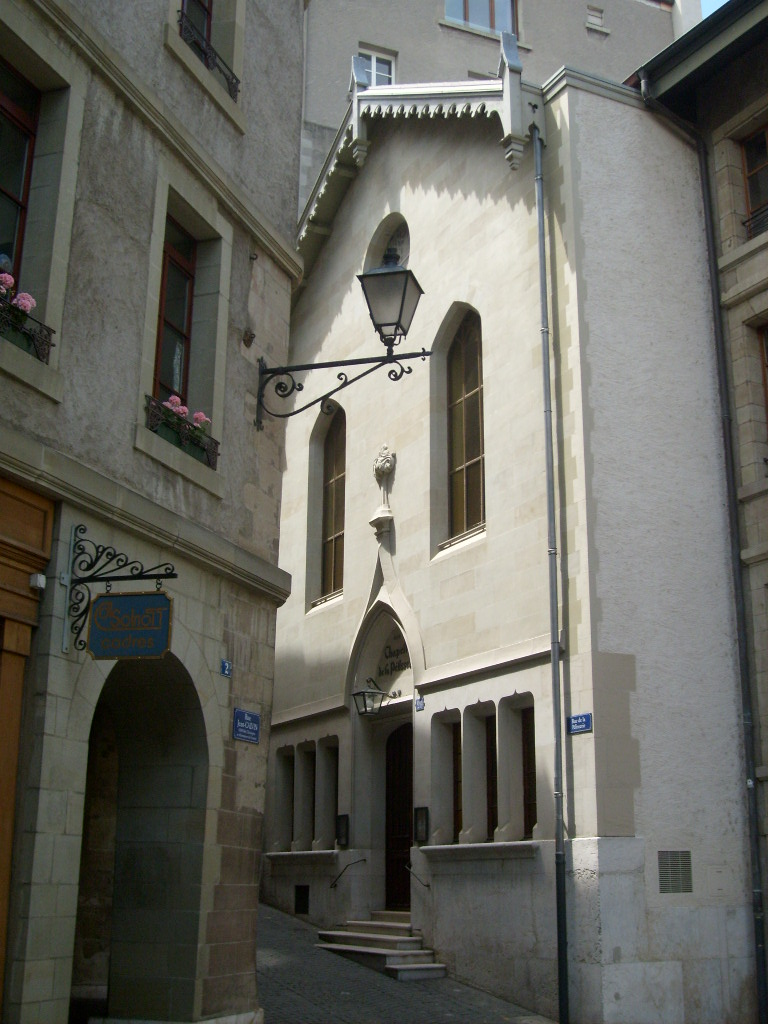
Kapelle La Pélisserie

Er diente in der neugegründeten Freikirche als Pfarrer zuerst in Bourg-de-Four in der Genfer Altstadt und seit 1839 in der Kapelle La Pélisserie; 1829 gab es in Genf drei separierte Kirchen: Eglise du Témoignage unter Pfarrer César Malan, Église du Bourg de Four unter den Pfarrern Henri-Louis Empeytaz, Emile Guers und Luier und die Kirche des Pfarrers Ami Bost in Carrouge bei Genf.
Er wirkte auch als Vertreter der Continental Society for the Diffusion of Religious Knowledge over the Continent of Europe (Continental Society) in Genf, eine Gesellschaft, die 1819 in London auf Initiative von Robert Haldane (in Genf) und dem britischen Bankier Henry Drummond (1786–1860) gegründet worden war, um den evangelischen Glauben auf dem europäischen Kontinent zu verbreiten.

### Geistliches und berufliches Wirken
Emile Guers gründete 1810 gemeinsam mit Jean-Nicolas Coulin (nicht zu verwechseln mit Jean-Etienne Coulin (1792–1869)), Ami Bost, Antoine Jean-Louis Galland (1792–1862), Louis Gaussen (1790–1863), Henri-Louis Empeytaz und Henri Pyt (1796–1835), der sich erst 1812 anschloss, den Bibelkreis Société des Amis, eine Brüderunität mährischer Richtung (siehe auch Böhmische Brüder), der sich 1813 auf Bestreben der Compagnie des pasteurs wieder auflöste. Die Auflösung erfolgte, weil die Zusammenkünfte nicht durch kirchliche Behörden genehmigt worden waren und auf eine dissidente Kirche hinausliefen.
Bereits am 30. November 1812 waren Emile Guers, Henri Pyt und Henri-Louis Empeytaz von einer Predigt des Pfarrers Charles Étienne François Moulinié (1757–1836) sehr beeindruckt, der über die Lebensform der ersten Christen gepredigt hatte. Das Beispiel des brüderlichen Zusammenseins der Urgemeinde gewann für die Unzufriedenen eine vorbildliche Kraft. Die Lebensform der Gruppen, das Ideal der Sammlung der wahrhaft Frommen, zeigte hier bereits die Züge der späteren erweckten Gemeinschaften Genfs.
Während seines Studiums bewegte er sich in den Kreisen der Erweckungsbewegung, des Réveil; zusammen mit anderen Theologiestudenten nahm er an religiösen Veranstaltungen teil, um den aufklärerischen Gedanken in der Genfer Kirche entgegenzuwirken und übte Kritik an der offiziellen Kirche. Zu ihnen stiess 1816 der englische Industrielle Richard Wilcox, der in Genf eine Weberei eröffnet hatte. Unter größter Geheimhaltung traf sich der Kreis mit dem methodistischen Calvinisten Richard Wilcox, durch den sie erstmals mit dem angelsächsischen Protestantismus direkt in Berührung kamen. Neu und überraschend war für sie der evangelische Eifer, sodass sie sich dazu ermuntert fühlten, alles zu verlassen, um das Evangelium predigen zu können; dieser missionarische Drang führte über die bisher geübte, in sich gekehrte, Frömmigkeit hinaus.
Im Herbst 1816 verliess Ami Bost Genf, um seine Stelle in Moutier anzutreten. Aus diesem Grund hielt dessen Freundeskreis, unter ihnen Jean Gonthier, Emile Guers, Henri Pyt und Richard Wilcox ein Abschiedsfest, das mit dem Letzten Mahl der Zwölf verglichen wurde; dies wies auf das Selbstgefühl hin, zur Verkündigung ausgesandt zu sein und belegte die intensive Beschäftigung, ja Identifizierung mit der Zeit der Urgemeinde.
Emile Guers veröffentlichte nicht nur zahlreiche Publikationen, sondern war auch Redakteur des Magasin évangélique und Conservateur chrétien. Seine Schriften wurden auch ins Deutsche und Englische übersetzt.

## Schriften (Auswahl)
- Epoques de l’Église de Lyon: fragment de l’histoire de l’Eglise de Jésus-Christ. Lyon 1827.
- Histoire abrégée de l’Eglise de J.-C. rattachée aux grands traits de la prophétie.
  - Band 1. Genf/Paris 1832.
  - Band 2. Genf/Paris 1833.
- Essai sur la nature et l’organisation des églises de Christ. Genf/Paris 1833.
- Jonas, fils d’Amittaï, ou méditations sur la mission de ce prophète. Genf 1847.
- Le Camp et le tabernacle du désert, ou le Christ dans le culte lévitique. Librairie protestante, Paris 1849.
- Histoire abrégée de l’Église de Jésus-Christ principalement pendant les siècles du Moyen-Age, rattachée aux grands traits de la prophétie. Toulouse/Genf/London 1850.
- Vie de Henri Pyt: ministre de la parole de Dieu. Delhorbe, 1850.
- La tolérance religieuse en Savoie, ou François Gentil devant la Cour d’Appel de Chambéry. Genf 1852.
- Irvingism and Mormonism tested by Scripture. London 1854.
- Le mormonisme polygame. Genf 1855.
- Israël aux derniers jours de l’économie actuelle. Paris/Genf 1856.
- Israels Zukunft: ein Versuch über die letzten Kämpfe und die Verherrlichung des Volkes Gottes. Leipzig 1860.
- Étude sur l’épître aux Hébreux. Genf/Paris 1862.
- Le littéralisme dans la prophétie. Genf 1862.
- Le Saint-Esprit. Genf 1865.
- Der heilige Geist nach seiner Lehre und seinem Werk für die Lehre und das Leben. Mann, Bern 1866.
- Le sacrifice de Christ, son double aspect, ou La rédemption selon la Bible. Genf/Paris 1867.
- La Cène du Seigneur et ses divers aspects offerts à la méditation des chrétiens. Lausanne 1868.
- État moral et combat du croyant sous la grâce. Genf 1871.